# Новопетрівка (Софіївська сільська громада)
Новопетрі́вка — село в Україні, у Софіївській сільській громаді Баштанського району Миколаївської області. Населення становить 78 осіб. До 2018 року орган місцевого самоврядування — Баратівська сільська рада.